# Cassaro
Cassaro là một đô thị (comune) ở tỉnh Siracusa, vùng Sicilia của Ý. Đô thị Cassaro có diện tích 19,62 km², dân số thời điểm 30 tháng 11 năm 2017 là 780 người.